# Tachina ursinoidea
Tachina ursinoidea är en tvåvingeart som beskrevs av Tothill 1918. Tachina ursinoidea ingår i släktet Tachina och familjen parasitflugor. Inga underarter finns listade i Catalogue of Life.